# L'Itinéraire
L'Itinéraire є одним з головних європейських ансамблів сучасної (академічної) музики.
Був створений у січні 1973 року молодими композиторами, учнями Олів'є Мессіана, Трістаном Мюраєм та Роже Тессьєром за участі Мішеля Левінаса, Жерара Грізе (довгий час ансамбль сприймався як «продовження» класу Мессіана), а також виконавцями (П'єр-Ів Арто, Патріс Бокійон, Франсуа Бош, Кармен Фурньє…). Згодом до них приєднався Гюґ Дюфур.
Від початку заснування метою ансамблю було сприяння і просування молодих композиторів, котрі прагнули до пошуку нової естетики. Ансамбль став середовищем, у якому виник новий напрямок музики другої половини ХХ століття спектралізм. За час свого існування колектив здійснив цілу низку прем'єрних виконань творів сучасних композиторів серед яких найвизначніші Жерар Грізе, Трістан Мюрай, Мішель Левінас, Гюґ Дюфур, Роже Тессьєр, а також Джячінто Шелсі, Джонатан Гарві, Фаусто Ромітеллі та нінші.